# Vesna Teršelič
Vesna Teršelič (Ljubljana, 1962.), hrvatska mirovna aktivistica, feministica i trenutačna voditeljica Documente – centra za suočavanje s prošlošću, te predstavnica Hrvatske u Regionalnom savjetu REKOM mreže pomirenja.

## Životopis
Vesna Teršelič rođena je 1962. godine u Ljubljani, u Sloveniji, ali živi u Hrvatskoj. Po narodnosti je Slovenka. U zelenim, ženskim i mirovnim organizacijama radi i djeluje od 1985. godine. Suosnivačica je Svaruna (ekološka »radna grupa«; u proljeće 1986. uzima ime Svarun), Zelene akcije (prvotno ime: Zelena akcija Zagreb), Centra za ženske studije, te Centra za mirovne studije. Kao volonterka je članica Nadzornoga odbora Zelene akcije. Suosnivačica je mreže Antiratne kampanje Hrvatske u Zagrebu i njezina koordinatorica od 1991. godine do 1998. godine. Bila je među istaknutijim pripadnicima relativno malobrojne skupine intelektualaca okupljenih oko "Antiratne kampanje Zagreb", za vrijeme Domovinskoga rata, te su ostale zapažene njezine kritike i ukazivanja na kršenja ljudskih prava za vrijeme i nakon Operacije "Oluja" 1995. godine. Od 2004. godine voditeljica je Documente – centra za suočavanje s prošlošću iz Zagreba. Od 2008. do 2014. predstavnica je Hrvatske u Koordinacijskom vijeću Koalicije za REKOM. Nakon što je 2014. Koordinacijsko vijeće ukinuto, postala je predstavnica Hrvatske u Regionalnom savjetu Koalicije za REKOM (REKOM mreža pomirenja). Godine 2016. našla se na popisu osnivača stranke Nova ljevica.
Vesna Teršelič smatra termin "domovinski rat" neprikladnim i ukazuje da je taj rat bio obrambeni, ali - kako ona smatra - s elementima građanskog rata; konstatirajući činjenicu da je srpska strana u ratu počinila daleko veći broj zločina, smatra da treba više govoriti i o zločinima čiji su počinitelji bili s hrvatske strane.
Potpisnica je Deklaracije o zajedničkom jeziku, u kojoj se tvrdi da se u Hrvatskoj, Bosni i Hercegovini, Srbiji i Crnoj Gori govore nacionalne standardne varijante zajedničkog policentričnog standardnog jezika.

## Nagrade
Vesna Teršelič je za rad na području ljudskih prava nagrađena nizom priznanja.
- Za svoje mirovne aktivnosti tijekom i poslije rata u Hrvatskoj dobila je, zajedno s Katarinom Kruhonja iz Centra za nenasilje, mir i ljudska prava, Osijek, Alternativnu Nobelovu nagradu za mir (Right Livelihood Award) 1998.[15]
- Europska nagrada Schwarzkopf (Schwarzkopf Europe Prize) dodijeljena joj je 2009. za doprinose europskim integracijama, i miroljubivoj i odgovornoj ulozi Europe u svijetu. Nagradu je dobila zajedno s Natašom Kandić, direktoricom Fonda za humanitarno pravo iz Beograda te s Mirsadom Tokačom, direktorom Istraživačko-dokumentacijskog centra iz Sarajeva.[16]
- Srpsko narodno vijeće (SNV) dodijelilo joj je 2011. nagradu "Diana Budisavljević" za dugogodišnji rad na kulturi mira, antiratnim kampanjama i nastojanjima da žrtve rata ne budu zaboravljene.[17]
- Predsjednik Republike Hrvatske Ivo Josipović 2012. uručio je Vesni Teršelič Povelju Republike Hrvatske za iznimno i uspješno poticanje procesa suočavanja s prošlošću u Republici Hrvatskoj, dokumentiranje i istraživanje prijeratnih, ratnih i poslijeratnih zbivanja te suradnje s organizacijama civilnoga društva i sličnih institucija u svijetu, koja je dodijeljena Documenti - centru za suočavanje s prošlošću.[18]

## Vanjske poveznice
- Ivana Milanović Hrašovec, Intervju - Vesna Teršelič, Documenta. Jasenovac, Vukovar i revizionizam u Srbiji i Hrvatskoj  Arhivirana inačica izvorne stranice od 30. ožujka 2021. (Wayback Machine), Vreme, br. 1.436, 12. srpnja 2018.